# Martial Staub
Martial Staub (* 29. Januar 1964 in Créhange) ist ein deutsch-französischer Historiker.
Staub besuchte die École normale supérieure de Fontenay/St Cloud und studierte an der Université de Paris I Panthéon-Sorbonne, der Université de Paris X Nanterre und der Ecole des Hautes Etudes en Sciences Sociales. Er war bis 2004 Wissenschaftlicher Mitarbeiter am Max-Planck-Institut für Geschichte in Göttingen. Er ist Professor für mittelalterliche Geschichte an der Universität Sheffield in Großbritannien. 2016/17 war er Fellow des Kulturwissenschaftlichen Kollegs der Universität Konstanz.
Seine Forschungsschwerpunkte sind Kirchengeschichte, Stadtgeschichte, Geschichte des Exils, moderne Geschichtsschreibung, Migration und Ideengeschichte.

## Schriften (Auswahl)
- mit Klaus A. Vogel (Hrsg.): Wissen und Gesellschaft in Nürnberg um 1500. Akten des interdisziplinären Symposions vom 5. und 6. Juni 1998 im Tucherschloß in Nürnberg. Harrassowitz, Wiesbaden 1999.
- Les paroisses et la Cité. Nuremberg du XIIIe siècle à la Réforme (= Civilisations et sociétés, 116), Editions de l’EHESS, Paris 2003.
- The Discipline Of The Republic And The Knowledge Of The Citizens. What We May Learn From Late Medieval Endowment Practice. Brill, Leiden 2011.
- La République des fondateurs. Participation, communauté et charité à la fin du Moyen Âge et à l’époque moderne (= Geschichte. Forschung und Wissenschaft, 44), Lit, Berlin 2013.
- mit Gert Melville (Hrsg.): Brill’s Encyclopedia of the Middle Ages. 2 vols. Brill, Leiden 2016; dt.: Enzyklopädie des Mittelalters. 2 Bände. Wissenschaftliche Buchgesellschaft, Darmstadt 2017.
- mit Graham A. Loud (Hrsg.): The Making of Medieval History. York Medieval Press, York 2017.